# フード・インク
『フード・インク』（原題: Food, Inc.）は、2008年のアメリカ映画で、アメリカの食品産業に潜む問題点に切り込んだフード・ドキュメンタリーである。広大な農場に散布される農薬、遺伝子組み換え問題など、大量生産低コストの裏側にあるリスクを伝え、オーガニック・フードの本当の価値を訴えている。
日本ではアンプラグドの配給により、2011年1月22日に「食の社会見学シリーズ」と銘打って『ありあまるごちそう』（2005年）と合わせて2作連続で公開された。

## 出演
- エリック・シュローサー

## 評価
Rotten Tomatoesでは、96%（100名中96名）の評論家が本作に肯定的な評価を下し、また平均点は10点満点で7.8点となった。また、Metacriticでの平均スコアは28のレビューで100点満点中80点となった。

### 受賞・ノミネート
| 映画賞                               | 部門                          | 候補             | 結果       |
| ------------------------------------ | ----------------------------- | ---------------- | ---------- |
| アカデミー賞                         | 長編ドキュメンタリー映画賞    | ロバート・ケナー | ノミネート |
| インディペンデント・スピリット賞     | ドキュメンタリー賞            | ロバート・ケナー | ノミネート |
| 放送映画批評家協会賞                 | ドキュメンタリー映画賞        |                  | ノミネート |
| アメリカ映画編集者協会賞             | ドキュメンタリー編集賞        | キム・ロバーツ   | ノミネート |
| 全米監督協会賞                       | ドキュメンタリー映画監督賞    | ロバート・ケナー | ノミネート |
| ゴッサム賞                           | ドキュメンタリー賞            | ロバート・ケナー | 受賞       |
| オンライン映画批評家協会賞           | ドキュメンタリー映画賞        |                  | ノミネート |
| シカゴ映画批評家協会賞               | ドキュメンタリー賞            |                  | ノミネート |
| ワシントンD.C.映画批評家協会賞       | ドキュメンタリー映画賞        |                  | 受賞       |
| サウスイースタン映画批評家協会賞     | ドキュメンタリー映画賞        |                  | 受賞       |
| ナショナル・ボード・オブ・レビュー賞 | ドキュメンタリー映画賞トップ5 |                  | 受賞       |